# Ghmate
Ghmate (em árabe: اغمات; em tifinague: ⵖⵎⴰⵜ ) é uma aldeia e comuna rural do sul de Marrocos, que faz parte da província de Al Haouz e da região de Marraquexe-Safim. Em 2014 tinha 25.220 habitantes, dos quais 1.208 moravam na aldeia homônima. 
Situa-se a cerca de 30 km a sudeste de Marraquexe, a um quilómetro em linha reta do leito do Rio Ourika, nas montanhas do Alto Atlas. Na Idade Média foi uma das cidades mais importantes de Marrocos sob o nome de Agmate, sendo a capital de vários reinos, o último dos quais o Império Almorávida, cuja dinastia no século XI fundou Marraquexe e para lá transferiu sua capital. As ruínas da antiga cidade, situadas no local chamado Juma Agmate, constituem um importante sítio arqueológico, onde se encontra o mausoléu de Almutâmide, o antigo rei de Sevilha e Córdova e célebre poeta natural de Beja, que ali morreu exilado no século XI.

## Demografia

### Crescimento demográfico
O crescimento demográfico da comuna foi a seguinte:
|        | em 2004 | em 2014 |
| ------ | ------- | ------- |
| Comuna | 22.805  | 25.220  |
| Aldeia | 867     | 1.208   |